# 제6회 골든 글로브상
제6회 골든 글로브상은 1948년 상영된 영화 중 가장 뛰어난 영화를 수상하기 위해 1949년 3월에 열린 시상식이다. 미국,헐리우드 루즈벨트 호텔에서 개최되었다.

## 수상 및 후보

### 작품상-드라마
- 조니 벨린다 - 진 네글레스코 수상
- 시에라 마드레의 황금 - 존 휴스턴

### 여우주연상-드라마
- 조니 벨린다 - 제인 와이먼 수상

### 남우주연상-드라마
- 햄릿 - 로렌스 올리비에 수상

### 여우조연상
- 아이 리멤버 마마 - 엘렌 코비 수상

### 남우조연상
- 시에라 마드레의 황금 - 월터 휴스턴 수상

### 외국어 영화상
- 햄릿 - 로렌스 올리비에 수상

### 감독상
- 시에라 마드레의 황금 - 존 휴스턴 수상

### 각본상
- 수색 - 리처드 쉬웨이저 수상

### 음악상
- 분홍신 수상

## 같이 보기
- 할리우드 외신 기자 협회
- 제2회 영국 아카데미 영화상
- 제21회 아카데미상